# David y Claudia
«David y Claudia» es el segundo sencillo del álbum de Los Planetas Pop.
El cantante del grupo J comenta el origen del título David y Claudia en una entrevista para la revista Rockdelux: "Se la puse a un amigo mío, Jesús Izquierdo (...) y me dijo: "Éstos parecen David Copperfield y Claudia Schiffer". Yo ni había caído, pero su historia define perfectamente la canción".

## Lista de canciones
1. David y Claudia 2:03
2. La verdadera historia 4:22

Existe un sencillo promocional con David y Claudia como único corte.

## Reediciones
En 2005 se incluyó, en formato CD y con portada distinta, en la caja Singles 1993-2004. Todas sus caras A / Todas sus caras B (RCA - BMG). El cofre se reeditó, tanto en CD como en vinilo de 10 pulgadas, por Octubre / Sony en 2015.
En 2014 Subterfuge Records reedita el sencillo en vinilo de siete pulgadas.

## Videoclip
El vídeo promocional de la canción fue dirigido por Rafael Goicochea para Descarte Films.
Está disponible en el VHS Los Planetas. Videografía (viacarla.com, 2000), como contenido extraordinario de Encuentro con entidades DVD (RCA - BMG 2002) y en el DVD Principios básicos de Astronomía (Octubre - Sony Music Entertainment 2009).

## Versiones deDavid y Claudia
- Band À Part versionan David y Claudia en su sencillo Franny y tú (Elefant Records, 2013).[2]

## Otros
David y Claudia fue editado junto a Pegado a ti como cd single para promocionar el recopilatorio del grupo Canciones para una orquesta química. Singles y EP 1993 - 1999 (RCA - BMG, 1999).